# Кробя (місто)
Кро́бя (пол. Krobia) — місто в західній Польщі.

## Демографія
Демографічна структура станом на 31 березня 2011 року:
|          | Загалом | Допрацездатний вік | Працездатний вік | Постпрацездатний вік |
| -------- | ------- | ------------------ | ---------------- | -------------------- |
| Чоловіки | 2074    | 427                | 1463             | 184                  |
| Жінки    | 2133    | 415                | 1303             | 415                  |
| Разом    | 4207    | 842                | 2766             | 599                  |